# Вирта, Николай Евгеньевич
Николай Евгеньевич Вирта́ (настоящая фамилия Каре́льский, 3 [16] декабря 1906, Каликино, Тамбовская губерния — 9 января 1976, Москва) — русский советский писатель, сценарист и драматург, журналист, военный корреспондент. Лауреат четырёх Сталинских премий (1941, 1948, 1949, 1950).

## Биография
Родился 3 (16) декабря 1905 года в селе Каликино в семье сельского священника Евгения Карельского (отец расстрелян в 1921 году в Большой Лазовке как пособник «антоновцев»). Указанный в большинстве источников 1906 год рождения неверен, как неверно и указание в иных источниках на село Большая Лазовка. Ошибка в дате рождения могла произойти или из-за временной утраты метрических книг, или из-за намеренного искажения даты в паспорте самим писателем.

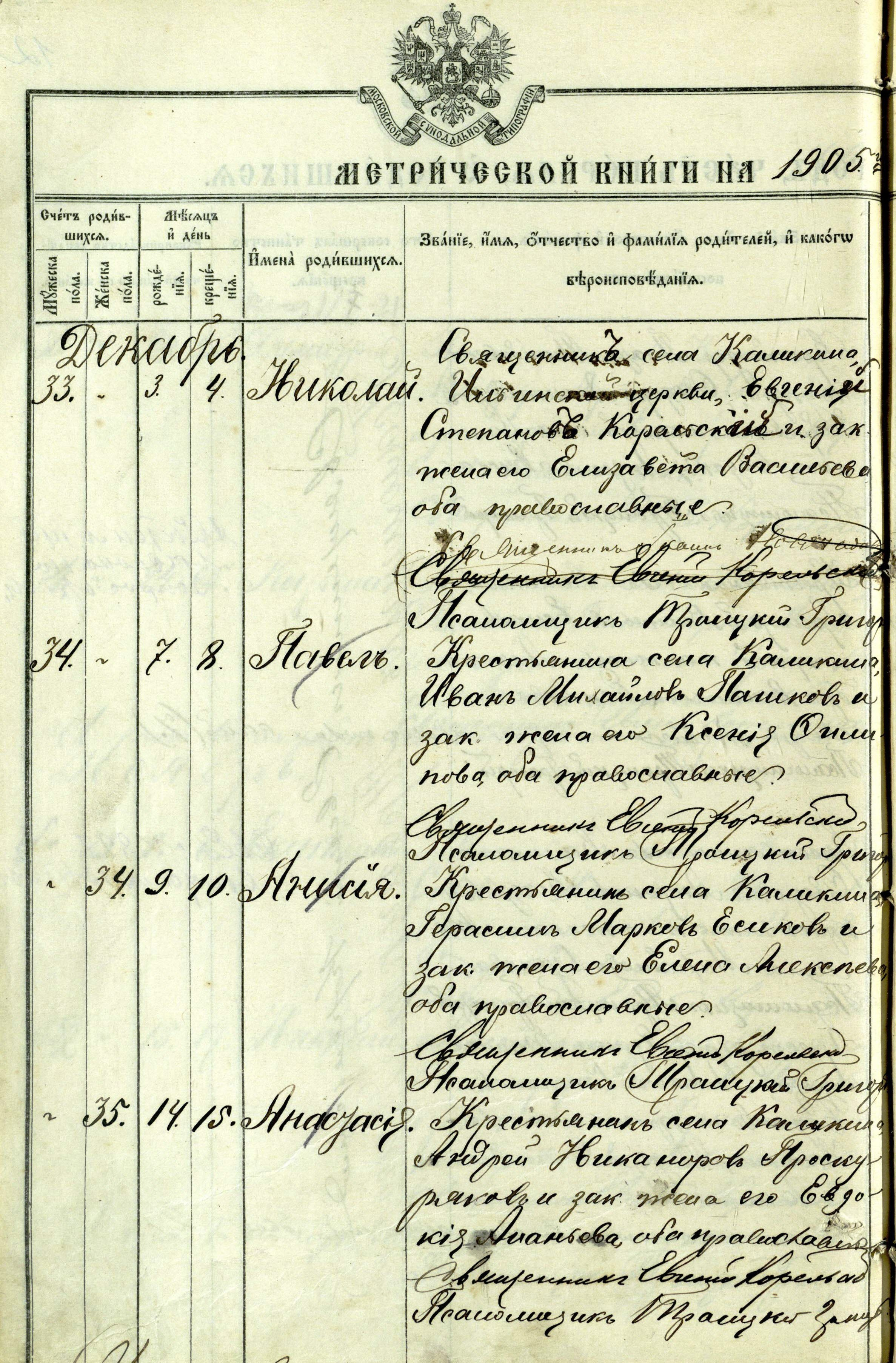
Запись в метрической книге села Каликино о рождении Николая Карельского
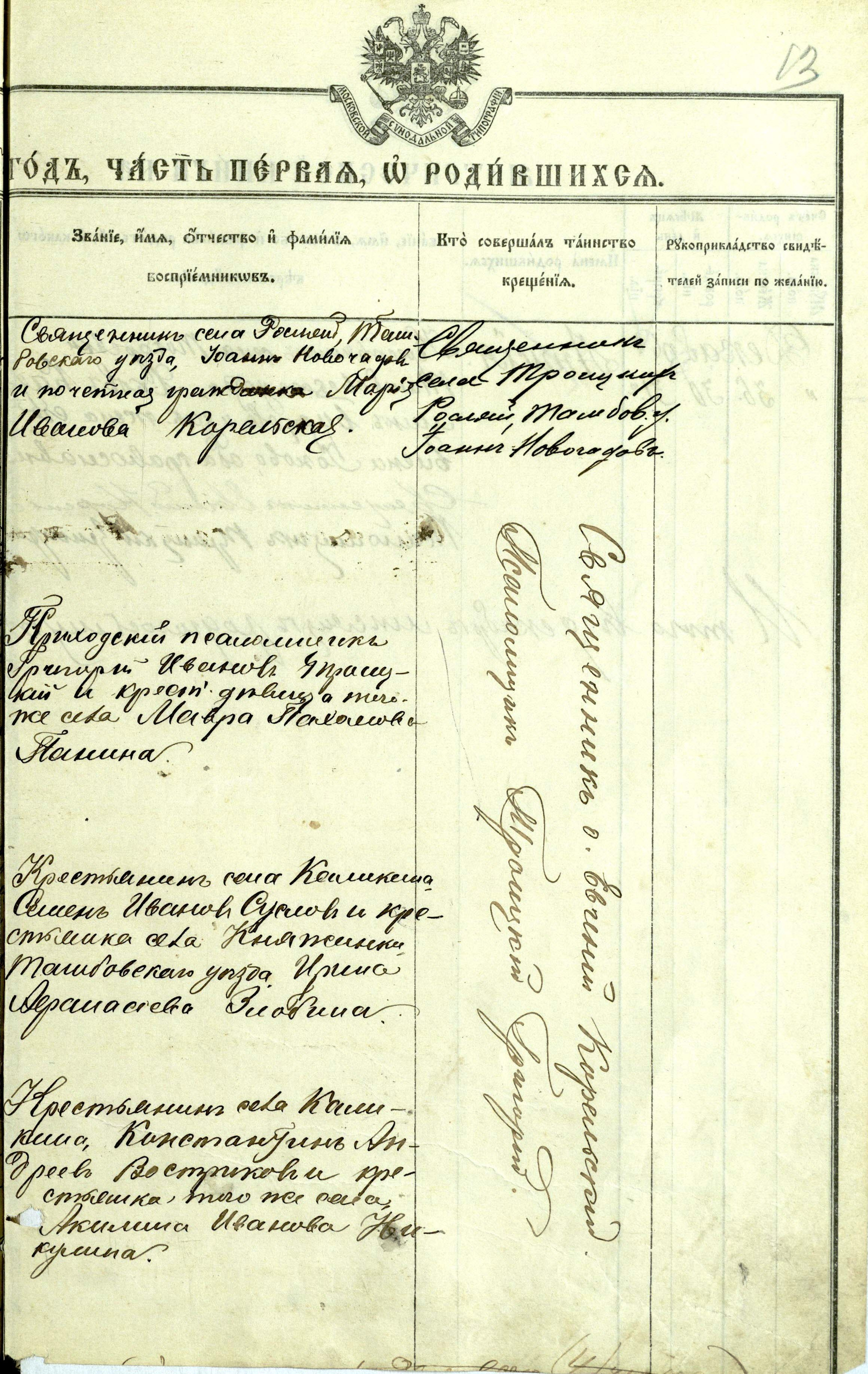
Запись о восприемниках Николая Карельского

В раннем возрасте был пастухом, писарем сельсовета и одновременно учился в Тамбове, где в 1923 году начал писать в газету «Тамбовская правда». В литературном приложении к газете были напечатаны его первые рассказы, посвящённые главным образом деревенской жизни.
В 1923—1925 годах работал репортёром, журналистом, ответственным секретарём в редакциях областных и краевых газет Костромы, Шуи, Махачкалы, в литературной редакции радиовещания в Саратове. Несколько лет наряду с газетной деятельностью работал в качестве актёра, режиссёра и директора в «Театрах рабочей молодёжи» (ТРАМ); в те же годы им были написаны первые пьесы. С 1930 года жил в Москве и сотрудничал с газетами «Вечерняя Москва», «Труд», «Электрозавод» и с одной из газет строившейся тогда первой очереди московского метро. Известность получил благодаря роману о так называемом «антоновском восстании» «Одиночество» (1935—1941), который переработал в пьесу «Земля» (1937).
Во время советско-финской войны 1939—1940 годов и Великой Отечественной войны был военным корреспондентом газеты «Правда» (в которой начал работать в 1936 году), «Известия» и «Красная Звезда». Работал в Совинформбюро. Член СП СССР.
Умер 9 января 1976 года. Похоронен на Переделкинском кладбище.

## Семья
Был трижды женат, от первого брака имел сына Андрея (1943—2009, умер от онкологического заболевания, похоронен на Химкинском кладбище) и дочь. Дочь — Татьяна Николаевна Вирта (1930—2019), литератор, переводчик, жена физика-теоретика Юрия Кагана. Внук — физик Максим Каган.
Вторая жена Вирты (с 1948 года) — Татьяна Васильева, до их знакомства была замужем за писателем Лазарем Лагиным.
Сын — Александр (1952—1991).

### Библия
В 1943 году в СССР было разрешено издать Библию. Специальным цензором издания был назначен Николай Вирта. В результате проверки как Ветхого, так и Нового Заветов Николай Евгеньевич не обнаружил в них отклонений от коммунистической идеологии и утвердил к печати без каких-либо изменений.

### Исключение из СП СССР
28 апреля 1954 года Вирта вместе с тремя другими писателями (А. Суров, Ц. Галсанов, Л. А. Коробов) был исключен из СП СССР: его обвиняли в том, что на своей подмосковной даче он вёл привилегированный образ жизни. Восстановлен в СП СССР в 1956 году.

## Творчество
В своем творчестве Вирта всегда твёрдо держался партийной линии: разоблачал троцкистскую оппозицию, боролся с «безродным космополитизмом», пропагандировал «культ личности». Считается одним из показательных представителей так называемой «теории бесконфликтности».
Литературный псевдоним писателя (Вирта) по одним сведениям связан с названием небольшой северной реки (этим он отдал дань уважения своим далеким предкам), по другим — расшифровывался как Верен Идеалам Революции.

### Романы и повести

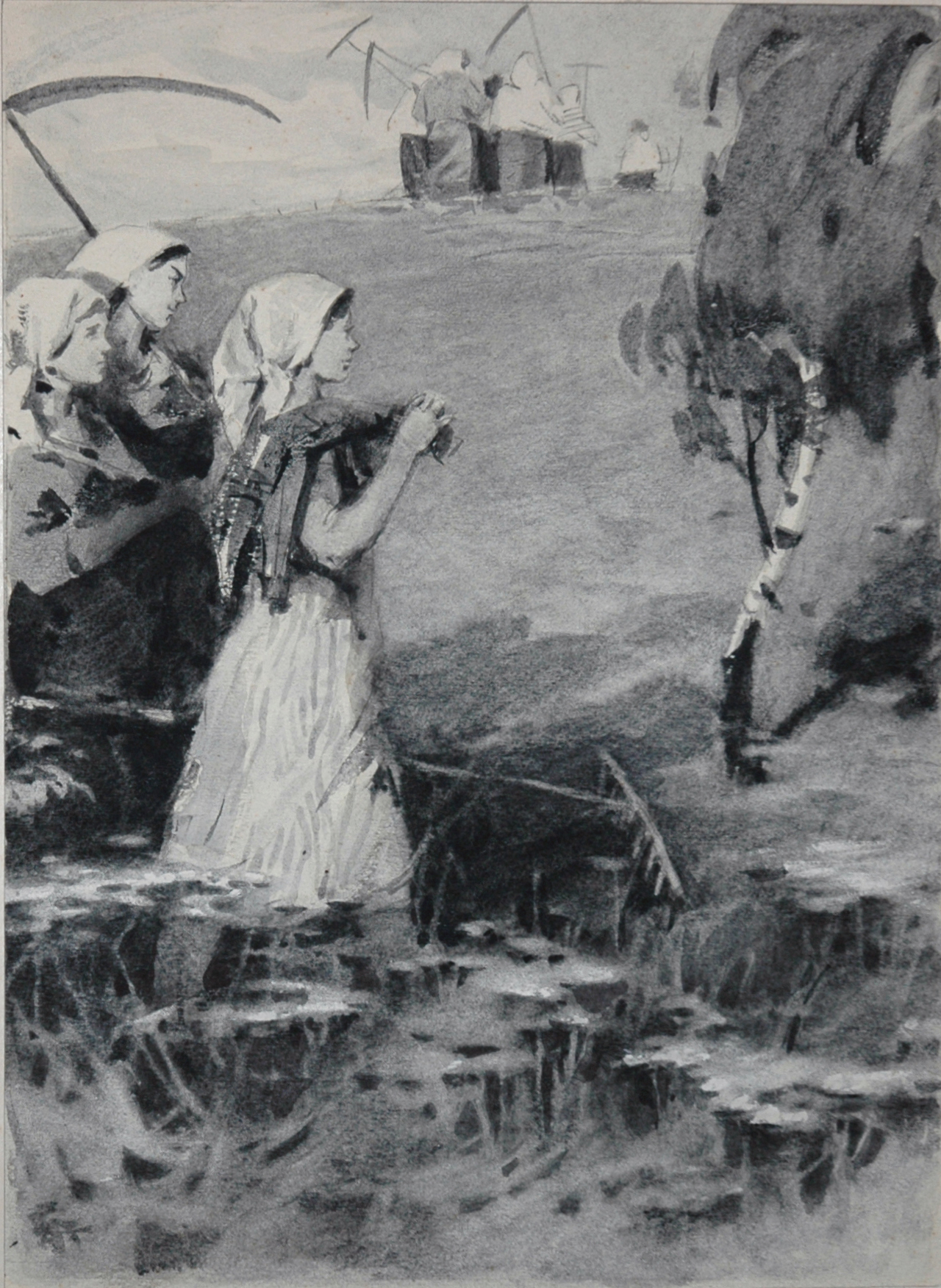
Иллюстрация из серии работ по оформлению книги «Крутые горки» Н. Е. Вирты. 1960 г. Художник: А. В. Борисов

- роман «Одиночество» (1935, новая редакция 1957)
- роман «Закономерность» (1937)
- роман «Вечерний звон» (1951)
- повесть «Крутые горки» (1956)
- роман «Степь да степь кругом…» (1960)
- роман «Возвращённая земля» (1960)
- роман «Быстробегущие дни» (1964)
- повесть «Катастрофа» (1962)
- повесть «Призрак покидает Зелёный холм» (1964—1965)

### Пьесы
- «Земля» (по роману «Одиночество») (поставлена во МХАТе в 1937 году)
- «Заговор» (1938)
- «Клевета» (1939)
- «Мой друг полковник» (1942)
- «Солдаты Сталинграда» (1944)

- «Великие дни» (1947)
- «Хлеб наш насущный»
- «Заговор обречённых»
- «Три года спустя»

Могила Н. Вирты на Переделкинском кладбище

- «Дали неоглядные» (1957), по мотивам романа «Крутые горки»
- «Летом небо высокое» (1959)
- «Три камня веры» (1960).

### Киносценарии
- Сталинградская битва (1948)
- Заговор обречённых (1950)
- Одиночество (1964)

## Признание и награды
- Сталинская премия второй степени (1941) — за роман «Одиночество»
- Сталинская премия второй степени (1948) — за пьесу «Хлеб наш насущный»[10]
- Сталинская премия первой степени (1949) — за пьесу «Заговор обречённых» («В одной стране»)[11]
- Сталинская премия первой степени (1950) — за киносценарий «Сталинградская битва»
- орден Ленина (31.01.1939)
- медаль «За оборону Ленинграда»
- медаль «За оборону Сталинграда»
- медаль «За победу над Германией в Великой Отечественной войне 1941—1945 гг.»